# غاري ليفين
غاري ليفين (بالإنجليزية: Gary Lewin)‏ هو لاعب كرة قدم بريطاني في مركز حراسة المرمى، ولد في 16 مايو 1964 في هام الشرقية في المملكة المتحدة. لعب مع نادي بارنت.